# なんでだってば!?
『なんでだってば!?』は、國府田マリ子の4枚目のアルバム。1997年9月26日、KONAMIより発売。

## 解説
- 種ともこより「風がとまらない」「シンデレラまであと5分」の提供を受け、「笑顔で愛してる」をカバー。
- 初回版に添付された写真集は東京セサミプレイスで撮影されたもの。
- 期間限定の応募者全員プレゼントとして、先にリリースされたシングル「風がとまらない」と本作に添付された応募券、送料の小為替をキングレコードへ送るとオリジナル手帳がもらえた。

## 収録曲
1. 笑顔で愛してる [5:03]
作詞・作曲：種ともこ、編曲：西脇辰弥
5thシングル、種ともこのカバー。
ラジオ『CLUB db STATION』エンディングテーマ
2. 青空のキモチ [3:48]
作詞：國府田マリ子・井上うに、作曲：松原みき、編曲：十川知司
3. 大アリクイもマーチ [4:21]
作詞：國府田マリ子・井上うに、作曲・編曲：西脇辰弥
  - バック演奏のクレジットにProphecy Bassとあるが、これはコルグのシンセサイザー「Prophecy」でベースギターの音色を作り、ベースラインを演奏している事を示している。同機はベース音に定評がある。
4. ムサ君
作詞：國府田マリ子・井上うに、作曲：井上うに、編曲：西脇辰弥
～私が一番好きなひと
作詞：國府田マリ子、作曲・編曲：井上うに
  - ここでは途中でフェイドアウトしているが、フルコーラスのデモトラックがベストアルバム『My Best Friend 2』に収録されている。
5. きんいろ月ぎんいろ星 [4:57]
作詞：國府田マリ子、作曲：井上うに、編曲：西脇辰弥
6. シンデレラまであと5分 [3:39]
作詞・作曲：種ともこ、編曲：西川進
7. ひとり暮らしブギ [3:17]
作詞：國府田マリ子、作曲・編曲：井上うに
8. 愛と勇気の健忘症 [4:14]
作詞：戸沢暢美、作曲：松原みき・國府田マリ子、編曲：十川知司
9. 悲しみの白い鳥 [4:57]
作詞：國府田マリ子・井上うに、作曲・編曲：西脇辰弥
10. 夢はひとりみるものじゃない〜アルバムバージョン〜 [3:26]
作詞：國府田マリ子、作曲：松原みき、編曲：中村修司
4thシングル（シングルは十川知司編曲）、フジテレビ『猛烈アジア太郎』エンディングテーマ
  - 中村のエレキギターをバックに弾き語りで歌われている。また、ワンコーラスだけと短い。
11. 風がとまらない [5:23]
作詞・作曲：種ともこ、編曲：亀田誠治
6thシングル